# 나카야마 유토
나카야마 유토(일본어: 中山 雄登, 1991년 4월 11일 ~ )는 일본의 축구 선수이다.

## 구단 경력
그는 2014년부터 2022년까지 J리그의 로아소 구마모토, 더스파구사쓰 군마에서 활동하였다.